# Anna Jankert
Anna Cecilia Jankert, född Eskilsson, född 1 december 1965 i Västerås domkyrkoförsamling i Västmanlands län, är en svensk skådespelerska. Jankert har bland annat arbetat vid Västanå teater där hon tillsammans med maken Peter Jankert under 14 år var med och utvecklade teatern.
Jankert har arbetat med flera av Selma Lagerlöfs berättelser. 2003 turnerade hon tillsammans med skådespelarna Jörgen Bodner och Jakob Hultcrantz Hansson och musikern Daniel Pettersson med föreställningen I onda ärenden, en pjäs baserad på åtta noveller skrivna av Anton Tjechov och Selma Lagerlöf, i regi av Leif Stinnerbom.
År 2009 gav hon tillsammans med Katarina Persdotter-Jäder föreställningen Bortbytingen som de turnerade med i Sverige.
År 2010 medverkade Jankert i teateruppsättningen Annabelle och Trollkarlen, som senare under spelperioden bytte namn till Annabelle – i kärlekens ljus och mörker, skriven av Hans Söderberg, där hon spelade Annabelle.
Jankert spelar Nelly i musikalen Svenskbyborna – Himlen vårt tak jorden vårt golv på Länsteatern i Visby under våren 2014.
Hon är bosatt på Gotland med maken Peter Jankert; de är gifta sedan 1989.

## Filmografi
- 1993 – Morsarvet - Gulli Henningson
- 2008 – Om ödet får bestämma
- 2010 – Du sköna
- 2012 – Jag behöver dig mer än jag älskar dig och jag älskar dig så himla mycket